# マイ・ジェネレーション
「マイ・ジェネレーション」（My Generation）は、1965年に発表されたイギリスのロックバンド、ザ・フーの楽曲である。ピート・タウンゼント作詞・作曲。アルバム『マイ・ジェネレーション』のタイトル・ナンバー。ザ・フー名義では3作目のシングルとしてリリースされた（実質4枚目）。バンドの代名詞的ナンバーとして広く認知されている。

## 解説
ザ・フーの名を一躍知らしめた彼らの代表曲の一つ。その攻撃的なサウンドと「年とる前に死にたい」というティーンエイジャーのフラストレーションを的確に表現した歌詞が、当時の彼らがメイン・ターゲットとしていたモッズから熱烈な歓迎を受け、全英2位の大ヒット曲となった。ロックのスタンダードナンバーの一つとして後続の世代にも受け継がれ、多くのカバー・バージョンが作られている。作者のピート・タウンゼントによれば、当初はフォークソングとして書き始めたという。また、ザ・フーがよくステージでカバーしていたモーズ・アリソンの「ヤングマン・ブルース」がこの曲のインスピレーションになったことも明かしている。この曲はデモの段階ではとるに足らないと判断されて捨てられそうになったが、マネージャーのクリス・スタンプがメンバーを説得し、バンドで合わせているうちにこのような形になったのだという。ロジャー・ダルトリーの怒りを表現したどもるような歌い方も、タウンゼントが考えたものである 。
この曲のレコーディングはまず1965年8月中旬に行われ、同年10月13日にマスターを完成させた。これより前の7月28日にはこの曲の初期バージョンがステージで披露されている。1枚目のシングル「アイ・キャント・エクスプレイン」や前シングルの「エニウェイ・エニハウ・エニホエア」同様、コールアンドレスポンスの楽式を採っている。間奏ではタウンゼントのギターソロと、ジョン・エントウィッスルのベースソロが交互に繰り返される。このベースソロは、当時のイギリスのミュージシャンの間でギターソロと間違えられたという。エントウィッスルは当初、録音にダンエレクトロのベースを使用していたが、このベースは弦の交換ができないタイプだった上、付属の弦が非常に脆く、レコーディングの最中に3本ものベースを駄目にしたという。最終的にはフェンダー・ジャズベースでレコーディングを乗り切った。また、当時のザ・フーのメンバーの仲は険悪で、レコーディング中も一触即発の刺々しい雰囲気の中で行われていたという。この年の9月、ヨーロッパツアー中にダルトリーが他の3人とドラッグ使用のことで衝突し、キース・ムーンを殴って気絶させたため、メンバーからクビを宣告されたが、マネージャーらの説得とこの曲の大ヒットにより、何とか脱退は免れた。
2016年公開の日本のアニメーション映画「映画 聲の形」のオープニングテーマとして使用された。また、アメリカのシットコム『フルハウス』の第83話「D.J.マイ・ガール」（原題：Ol' Brown Eyes）の中で、ボブ・サゲット演じるダニー・タナーが歌唱したことがある。

## 評価
「マイ・ジェネレーション」は全英チャートで1965年12月1日付と8日付の2週連続で2位につけたが、ザ・シーカーズの「涙のカーニバル」に阻まれ、全員が望んだ1位を獲得することはできなかった（『NME』や『メロディ・メイカー』では1位を獲得している）。アメリカでは十分なプロモーションが行われず最高位74位に終っている。
「『ローリング・ストーン(Rolling Stone)』誌が選んだ「オールタイム・グレイテスト・ソング500（The RS 500 Greatest Songs of All Time）」と「オールタイム・グレイテスト・ギター・ソングス100（The RS 500 Greatest Guitar Songs of All Time）」に於いて、それぞれ11位と15位にランクイン。

## バージョン違い
音楽番組『レディ・ステディ・ゴー!』の特番のために、エドワード・エルガーの「希望と栄光の国」とメドレーで繋げたバージョンが1966年10月に録音されている。これは『ア・クイック・ワン』リマスター／リミックスCD（1995年）で初登場した。また、BBCラジオの番組「サタデー・クラブ」用のバージョンと、「トップ・ギア」のジングル用に作った替え歌バージョンが『BBCセッションズ』（2000年）で登場した。
「マイ・ジェネレーション」は長らくモノラル・ミックスしか存在しなかったが（擬似ステレオは米国での1stアルバム『The Who Sings My Generation』（1966年）で発表済み）、発表から37年後の2002年に発表された『マイ・ジェネレーション／デラックス・エディション』で、リアル・ステレオ・バージョンが初登場した。ステレオ版では、モノラル版にあったギターソロの音が失われているが、これは制作時にミキシング時にオーバーダビングを施したために起きたものである。2014年に配信のため再リミックスされたステレオ・バージョンでは欠落箇所も修復されている（ただし当時の録音ではなくリミックスのためにピート・タウンゼントが新録したものである）。

## コンサート・パフォーマンス
ザ・フーのコンサートでは一貫して演奏され続けている。大体の場合において、コンサートではスタジオ・バージョンよりもテンポを上げて演奏された。公式ライブ盤にも『ジョイン・トゥゲザー』を除く全てのカタログに収録されている。1970年の『ライヴ・アット・リーズ』では、ジャム・セッション型のライブが全盛だったこともあり、15分という長尺の演奏が収録されている。1970年代中頃には「マイ・ジェネレーション・ブルース」と題した文字道りブルージーなスローテンポ・バージョンで披露されており、このバージョンはグループのドキュメンタリー映画『キッズ・アー・オールライト』（1979年）およびそのサウンドトラック盤に収録されている。コンサートでは最後に演奏されることが多く、この曲の終わりにメンバーが楽器を破壊する映像がいくつも残されており、これらは『キッズ・アー・オールライト』などで見ることができる。2012年ロンドンオリンピックの閉会式では、「ババ・オライリィ」、「シー・ミー・フィール・ミー」とともに演奏された。

## カバー
- パティ・スミス - デビュー・シングル「グロリア」（1976年）のB面にライブ・バージョンを収録。
- グリーン・デイ - アルバム『カープランク』（1992年）に収録。
- アイアン・メイデン - シングル「ロード・オブ・ザ・フライズ」（1996年）のカップリングに収録。
- オアシス - シングル「リトル・バイ・リトル」（2002年）のカップリングに収録。
- 木村カエラ - カバー・アルバム『ROCK』（2013年）に収録。

他多数。